# Souain-Perthes-lès-Hurlus
Souain-Perthes-lès-Hurlus ist eine französische Gemeinde mit 260 Einwohnern (Stand 1. Januar 2022) im Département Marne in der Region Grand Est. Sie gehört zum Kanton Argonne Suippe et Vesle.

## Geographie
Die Gemeinde Souain-Perthes-lès-Hurlus liegt inmitten der Trockenen Champagne, etwa 40 Kilometer östlich von Reims. Die Osthälfte des Gemeindegebietes ist militärisches Sperrgebiet (Truppenübungsplatz Camp de Suippes).

## Geschichte
Im Ersten Weltkrieg waren die beiden Dörfer Souain und Perthes-lès-Hurlus in mehrfacher Hinsicht betroffen: Zum einen war die Region Schauplatz der Kämpfe um Souain, von denen zahlreiche Denkmäler zeugen, zum anderen führte die Französische Armee das sogenannte Souain-Experiment unter Federführung von General Philippe Pétain durch. Hierbei wurden Prototypen von Kettenfahrzeugen des US-amerikanischen Erfinders Benjamin Holt auf ihre Feldtauglichkeit hin getestet, was schlussendlich zur Indienststellung des Schneider CA1, des ersten französischen Panzerkampfwagens, führte.
Bei Souain wurden am 17. März 1915 vier französische Unteroffiziere wegen angeblicher Feigheit vor dem Feind 
durch ein französisches Exekutionskommando hingerichtet (Affaire des caporaux de Souain). Der Fall der „Korporale von Souain“ wurde 1957 von Stanley Kubrick in Wege zum Ruhm verfilmt.
Zum Ort Souain gehörte auch das 1916 völlig zerstörte Vorwerk Wacques (La Ferme aux Wacques), auf dessen Grund nach Kriegsende die Nekropole La Ferme des Wacques angelegt wurde.
Nach dem Krieg waren beide Dörfer weitgehend verwüstet und schlossen sich zur Gemeinde Souain-Perthes-lès-Hurlus zusammen.

### Bevölkerungsentwicklung

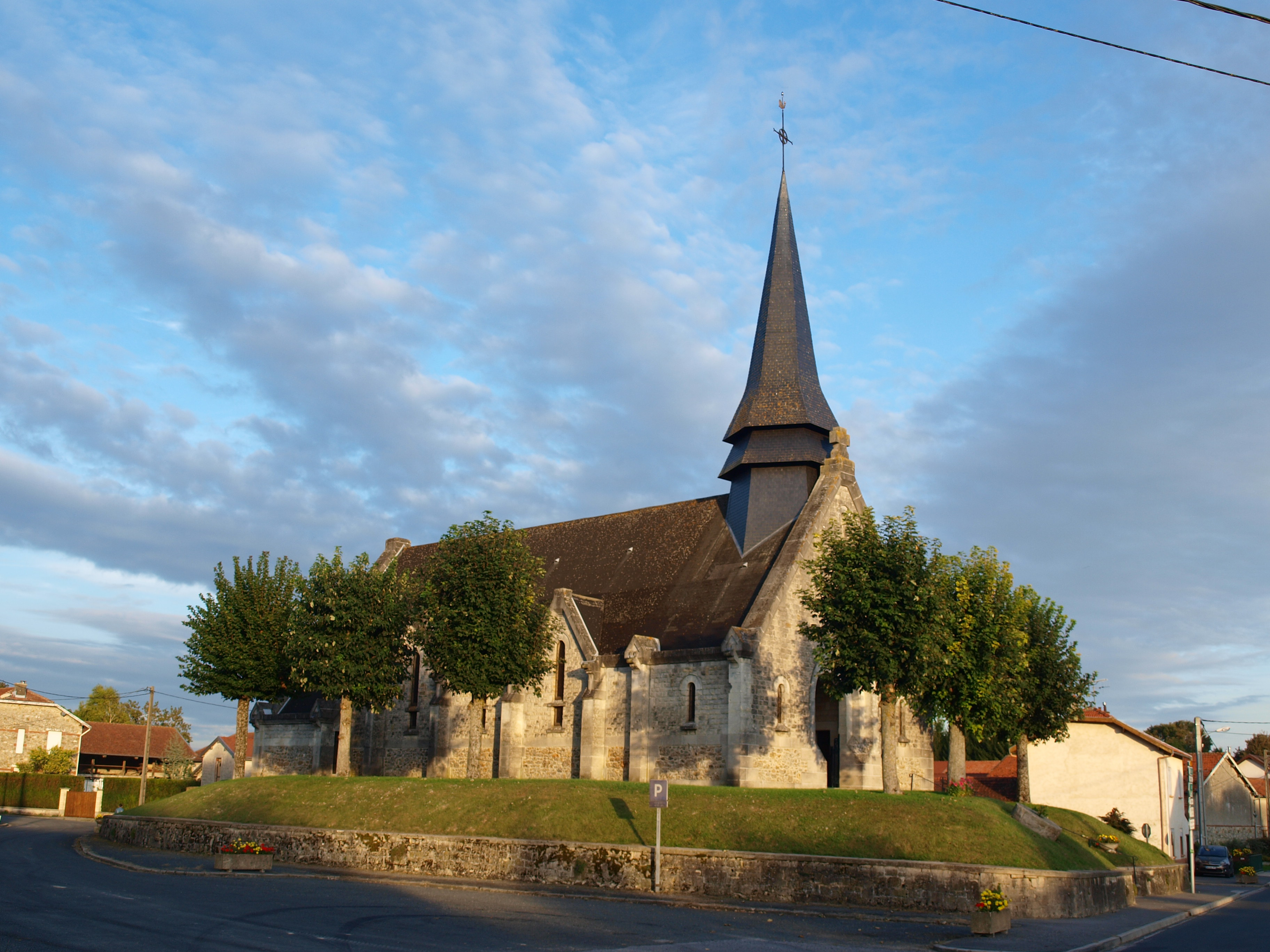
Kirche Saint-Brice

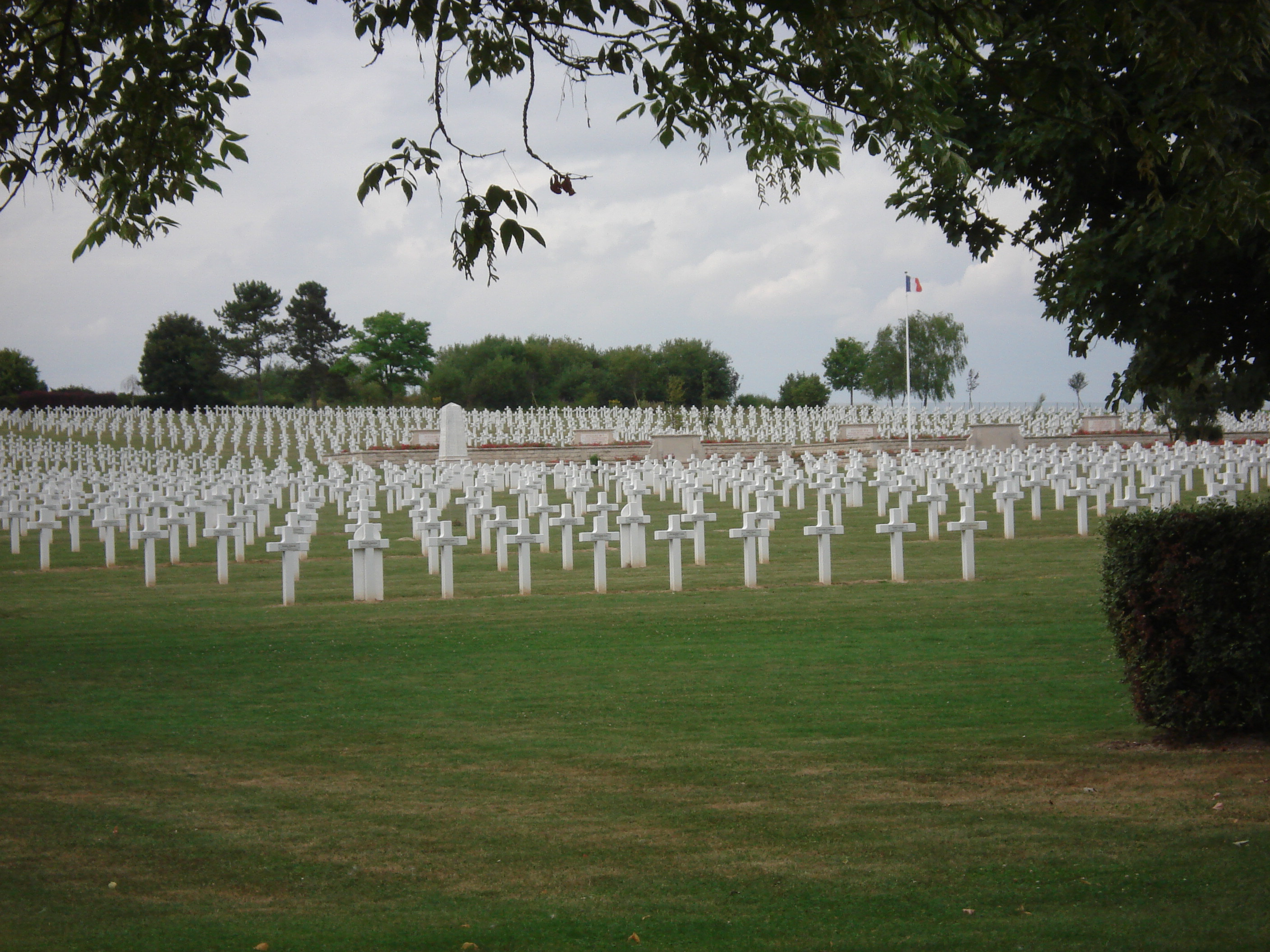
Französischer Teil des Soldatenfriedhofs von Souain-Perthes-lès-Hurlus

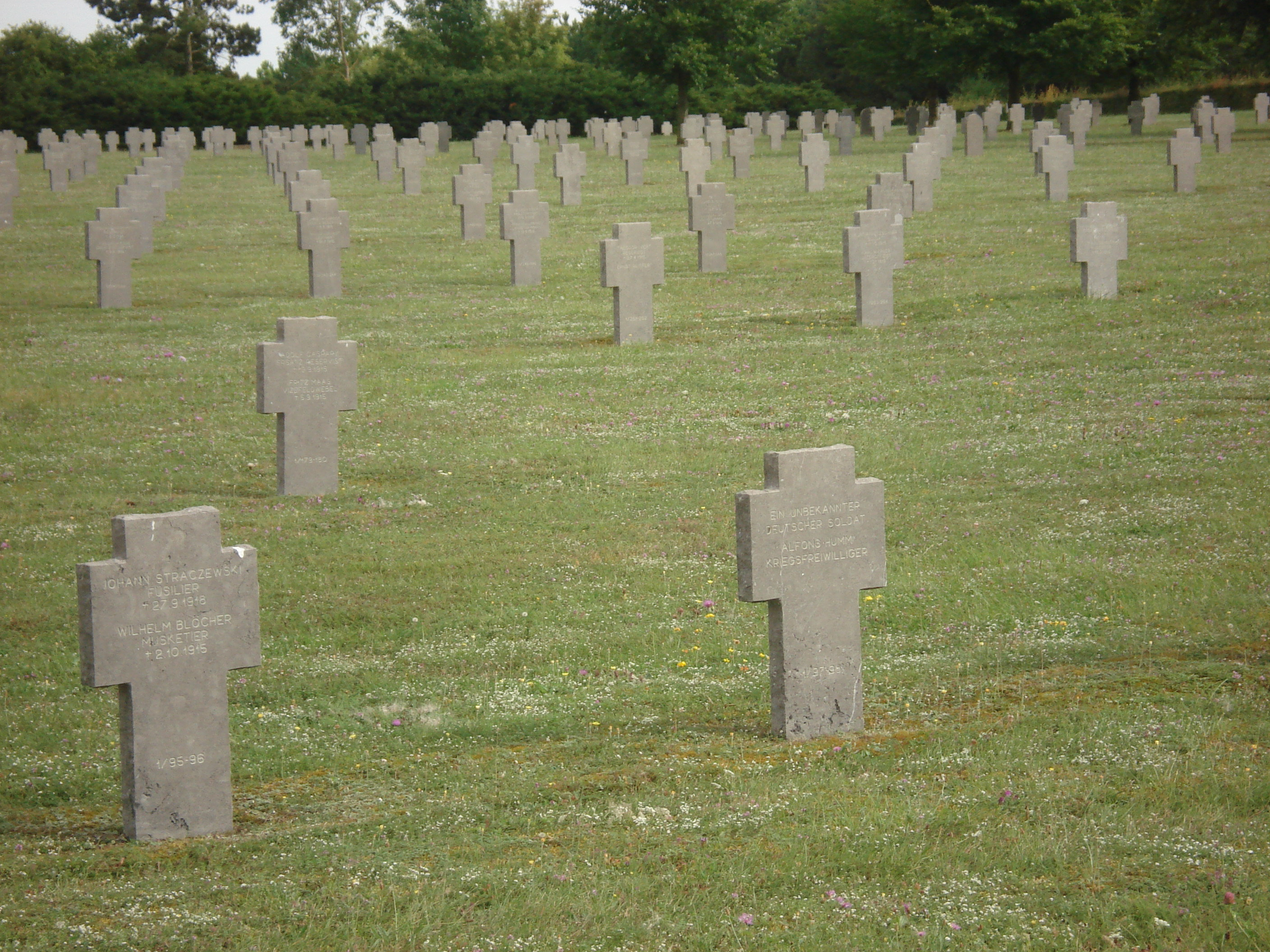
Deutscher Teil des Soldatenfriedhofs von Souain-Perthes-lès-Hurlus; in einem Massengrab ist der deutsche Maler August Macke anonym bestattet.

| Jahr                       | 1962 | 1968 | 1975 | 1982 | 1990 | 1999 | 2008 | 2018 |
| -------------------------- | ---- | ---- | ---- | ---- | ---- | ---- | ---- | ---- |
| Einwohner                  | 195  | 184  | 138  | 168  | 203  | 193  | 205  | 240  |
| Quellen: Cassini und INSEE |      |      |      |      |      |      |      |      |

## Persönlichkeiten
- François Flameng (1856–1923), Maler und Professor an der Académie des Beaux-Arts in Paris

## Erinnerungsstätten
Auf dem Gebiet von Souain Perthes-lès-Hurlus gibt es mehrere Zeugnisse des Ersten Weltkrieges. Das Beinhaus von Navarin, das Beinhaus der Fremdenlegion Farnsworth, der Friedhof der 28. Brigade, der französische und deutsche Friedhof la Crouée, der Friedhof de l’Opéra und mehrere Kasematten zeugen von der Heftigkeit der vier Jahre währenden Kämpfe. Auf der deutschen Kriegsgräberstätte von Souain ist in einem Sammelgrab für 11.320 Soldaten u. a. der Maler August Macke beigesetzt.